# Gianfelice Rocca
Gianfelice Mario Rocca (Milano, 2 marzo 1948) è un imprenditore e dirigente d'azienda italiano, presidente del gruppo industriale Techint e dell'Istituto Clinico Humanitas. Secondo Forbes, Rocca al 2015 è l'8° uomo più ricco d'Italia e il 146º al mondo con un patrimonio di circa 5,2 miliardi di dollari..

## Biografia
Secondo figlio di Roberto Rocca, la sua famiglia è da tempo impegnata nel settore della siderurgia: il nonno Agostino, classe 1895, formatosi come ingegnere capo alle acciaierie Dalmine, è considerato con Oscar Sinigaglia uno dei pionieri della siderurgia pubblica italiana. 
Laureatosi in Fisica con 110 e lode presso l'Università Statale di Milano, ha conseguito il Program for Management Development (PMD) presso la Harvard Business School di Boston. È fratello di Agostino, morto in un incidente aereo nel 2001, e di Paolo che vive in Argentina ed è amministratore delegato di Tenaris e presidente di Ternium.
Vive a Milano, è sposato e ha due figli.

### Carriera
Entrato nel Gruppo Techint nel 1974, nel 1980 assume la responsabilità a livello corporate di tutte le attività in Italia, Europa e Messico. Dal 1997 è presidente del Gruppo Techint, composto dalle società Tenaris, Ternium, Techint Engineering & Construction, Tenova, Tecpetrol e Istituto Clinico Humanitas. L'azienda è attiva nei settori della siderurgia, energia e infrastrutture con 57 100 persone e un fatturato di 23,5 miliardi di dollari al 2018.
Negli anni novanta Rocca fonda l'Istituto Clinico Humanitas (ICH) con sede a Rozzano, ospedale policlinico con un centro di ricerca e didattica. L'attività nell'ambito sanitario è cresciuta poi negli anni con l'acquisizione di altre case di cura in Italia, le cui attività sono coordinate dalla società Humanitas.
Nel 2010, grazie ad un accordo con l'Università degli studi di Milano, viene istituito presso l'ICH a Rozzano un corso di laurea in medicina e chirurgia in lingua inglese, l'International Medical School (MIMed).
A luglio 2014 nasce Humanitas University, ateneo dedicato alle professioni sanitarie strettamente integrato con l'IRCCS Istituto Clinico Humanitas di cui Gianfelice Rocca è presidente.
Da giugno 2013 a giugno 2017 è stato presidente di Assolombarda.
Da maggio 2004 a maggio 2012 è stato vicepresidente di Confindustria con delega all'istruzione. Da giugno 2012 a giugno 2016 è stato membro del comitato direttivo dell'Istituto europeo per l'innovazione e la tecnologia. Attualmente è membro onorario dell'Istituto italiano di tecnologia e membro del comitato scientifico della Fondazione Politecnico di Milano.
Da novembre 2014 è membro del consiglio di amministrazione dell'Università commerciale Luigi Bocconi.
In Italia, inoltre, fa parte dei consigli di amministrazione di Brembo, Buzzi Unicem e della commissione di controllo del Politecnico di Milano. A luglio 2017 viene nominato membro del consiglio di amministrazione della Fondazione Museo Nazionale Scienza e Tecnologia Leonardo Da Vinci. 
A livello internazionale è vicepresidente di Aspen Institute e membro dello stesso comitato esecutivo. È anche membro della Commissione Trilaterale, dell'European Advisory Board della Harvard Business School, del comitato esecutivo di Aspen Institute, dell'European Round Table of Industrialists e membro del BIDMC Cancer Center International Board of Advisors.
A giugno 2020 viene nominato Special Advisor Life Sciences Confindustria.
Dal 2024 è Presidente di Fondazione Giorgio Cini di Venezia.

### Attività sociali
Presiede la Fondazione Rocca impegnata in diversi progetti sociali e formativi nel mondo. In questo ambito nel 2005 nasce in ricordo del padre il "Progetto Roberto Rocca", un accordo tra il Massachusetts Institute of Technology di Boston e il Politecnico di Milano con l'obiettivo di sviluppare le collaborazioni tra le due istituzioni universitarie, incentivando il flusso di dottorandi e di ricercatori fra l'Italia e gli Stati Uniti.

## Opere
- Riaccendere i motori: Innovazione, merito ordinario, rinascita italiana, Marsilio, 2014, ISBN 978-88-317-1606-2.

## Onorificenze e riconoscimenti

### Riconoscimenti
- 2009 - Premio Leonardo[13]